# Eric Nohldén
Eric Emanuel Nohldén, född 8 april 1895 i Tråvads församling, Skaraborgs län, död 11 februari 1947 i Uppsala, var en svensk väg- och vattenbyggnadsingenjör. Han var far till arkitekt Carl-Eric Nohldén.
Nohldén utexaminerades från Chalmers tekniska institut 1918. Han var först triangelmätningsingenjör i Karlstads stad, andre stadsingenjör i Varbergs stad, blev mätningsingenjör i Uppsala stad 1924  och efterträdde 1942, då Karl Romson blev byggnadschef, denne som stadsingenjör där. Nohldén skrev Stommätning ( i Stadsbyggnad, 1938) och Detaljmätning (i Stadsbyggnad, 1944). Nohldén efterträddes av Mats Levan.
Eric Nohldén är begravd på Uppsala gamla kyrkogård.